# Xantus Géza
Xantus Géza (Csíkszereda, 1958. december 17. –) erdélyi festő, grafikus. 

## Életpályája
1982 és 1986 között művészeti tanulmányokat folytatott Csíkszeredában Beczásy Antal és Mákos András növendékeként. 1990 és 1995 között teológiát tanult a budapesti Pázmány Péter Katolikus Egyetemen. 1999 és 2003 között ösztöndíjas volt Rómában, majd 
2003-ban a római Accademia di Belle Arti festészeti karán diplomázott, mestere prof. Nunzio Solendo..

## Munkássága
Figurális képeinek többsége színes tusrajz, de kedvelt technikája a pasztell és az olaj is. Szívesen dolgozik aquatintával is. Ezenkívül freskófestészettel és színes üvegablak tervezéssel is foglalkozik. 

### Kiállítások (válogatás)

#### Egyéni kiállítások
- 1991 • Központi Egyetemi Könyvtár Kiállítóterme, Kiel [Nemcsics Ákossal]
- 1993 • Művelődési Központ [Hervai Katalinnal], Szeged
- 1994 • Magyar Kulturális Intézet, Helsinki
- 1995 • Ferencvárosi Pincetárlat, Budapest
- 1996 • Hotel Gellért Galéria, Budapest
- 1997 • Hadtörténeti Múzeum, Budapest
- 1998 • Vármegye Galéria, Budapest [Miholcsa Józseffel]
- 1999 • Győri Könyvtár [Miholcsa Józseffel], Győr
- 2001 • Római Magyar Akadémia, Róma • Pro Art Galéria, Gyergyószentmiklós
- 2002 • Caffè Perù [Kesselyák Ritával], Róma
- 2003 • Pro Art Galéria, Gyergyószentmiklós
- 2004 • Bernády Ház, Marosvásárhely • Vármegye Galéria, Budapest
- 2006 • Csíki Székely Múzeum, Csíkszereda
- 2008 • Helios Galéria, Temesvár • Művészeti Múzeum, Arad • Ave Art Galéria, Csíkszereda.
- 2012 • E-Galéria, Budapest (Miholcsa Józseffel)
- 2013 • Római Katolikus Püspöki Palota, Nagyvárad
- 2017 • Incze László Céhtörténeti Múzeum, Kézdivásárhely
- 2018 • Forrás Galéria, Budapest * Partner Galéria, Nagybánya * Érseki Palota, Eger
- 2020 • Bánffy-palota – Művészeti Múzeum, Kolozsvár * Bernády Ház, Marosvásárhely
- 2022 • FiguratiF Galéria, Kassa * Laffert Kúria, Dunaharaszti
- 2023 • VármegyE Galéria, Budapest
- 2024 • Bánffy-palota, Kolozsvár

#### Csoportos kiállítások
- 1990 • Biblioteca Nazionale Universitaria di Torino, Torino
- 1991 • Fung Ping Shan Museum, Hongkong
- 1992 • Hokkaido Municipal Library, Sapporo • Casa Golfreichs, Barcelona
- 1993 • The First International Print Biennal, Maasricht • Sint Niklaas
- 1995 • Museum of Applied Arts, Belgrád
- 1996 • Céhtörténeti Múzeum, Kézdivásárhely
- 1997 • Muzeum Miastra Ostrowa Wielkopolskiego, Ostrów Wielkopolski
- 2000 • Rassegna Internazionale de Arte contemporanea, Rocca di Cava
- 2002 • Galeria Desirèe, Frascati
- 2004 • Csíki Székely Múzeum, Csíkszereda
- 2006 • Csíki Székely Múzeum, Csíkszereda
- 2007 • Vármegye Galéria, Budapest
- 2008 • Iparművészeti Múzeum, Budapest
- 2009 • Vármegye Galéria, Budapest.
- 2010 • Delta Galéria, Arad
- 2011 • Vármegye Galéria, Budapest
- 2012 • Cupola Galéria, Iași
- 2016 • Keresztény Múzeum, Esztergom * Erdélyi Művészeti Központ, Sepsiszentgyörgy
- 2017 • Bánffy-palota – Művészeti Múzeum, Kolozsvár * Megyeháza Kiállítóterem, Nagybánya
- 2020 • Megyeháza Galéria, Csíkszereda
- 2021 • Oazis Philia, Nagybánya * Szent István-bazilika templomtere, Budapest

### Könyvei
- A végtelen vonzásában (művészalbum Szűcs György bevezető tanulmányával), Hargita Népe Kiadó, 2018, ISBN 9786069453414

### Díjai
- 1993 
  - Dicsérő Oklevél – „Varsaviana” Nemzetközi Ex libris pályázat, Varsó
  - II. díj –„Mohács 900 éves” Ex libris kiállítás, Mohács
  - A Magyar Művelődési és Közoktatási Minisztérium díja – Ex libris kiállítás, Gyula
- 1995 
  - I. díj – Ferencvárosi Művészek Pályázata, Budapest
- 1996 
  - III. díj – Rege a csodaszarvasról meseillusztráció, Magyar Kultúra Alapítvány, Budapest
- 2003 
  - Premio Internazionale Beato Angelico, Sermoneta (Olaszország)
- 2016 
  - II. díj - Esztergom, Magyar-Szent-Kép
- 2021 
  - Rovás Alkotóközösség különdíja- Kassa, Aradi Vértanúk pályázat
- 2024
  - Magyar Arany érdemkereszt
  - Szervátiusz Jenő-díj[2]

### Tagságok
- Kisgrafika-Barátok Köre, 1991
- Keresztény Művészek Nemzetközi Egyesülete, 1992
- Rotterdami Continental Art Egyesület
- Magyar Alkotóművészek Országos Egyesülete
- Barabás Miklós Céh